# ماسلوفکا (شهرستان پروخوروفسکی، استان بلگورود)
ماسلوفکا (انگلیسی: Maslovka, Prokhorovsky District, Belgorod Oblast) یک شهرک در بخش پروخوروفسکی استان بلگورود کشور روسیه است.